# The Paul Simon Song Book
The Paul Simon Song Book er et album af Paul Simon udgivet i 1965 af pladeselskabet Columbia.
Numre:
1. I Am A Rock
2. Leaves That Are Green
3. A Church Is Burning
4. April Come She Will
5. The Sound Of Silence
6. A Most Peculiar Man
7. He Was My Brother
8. Kathy's Song
9. The Side Of A Hill
10. A Simple Desultory Philippic (or How I Was Robert McNamara'd Into Submission)
11. Flowers Never Bend With The Rainfall
12. Patterns

Bonusnumre på genudgivet cd i 2004:
- I Am A Rock
- A Church Is Burning